# Zawonia (województwo dolnośląskie)
Zawonia (niem. Schawoine) – wieś w Polsce, położona w województwie dolnośląskim, w powiecie trzebnickim, w gminie Zawonia. Siedziba gminy wiejskiej Zawonia. Dawniej miasto; uzyskała lokację miejską w 1252 roku, zdegradowana przed 1293 roku. W latach 1975–1998 wieś należała administracyjnie do województwa wrocławskiego. 
Z racji swojej niewielkiej odległości od Wrocławia i stosunkowo spokojnej okolicy Zawonia jest często odwiedzana przez mieszkańców Wrocławia w celach wypoczynkowych. Znajduje się tutaj sala widowiskowa, siłownia i wiele innych obiektów tworzących wypoczynkowy charakter miejscowości.

## Demografia
Według Narodowego Spisu Powszechnego (III 2011 r.) liczyła 1174 mieszkańców. Jest największą miejscowością gminy Zawonia.

## Toponimia
W księdze łacińskiej Liber fundationis episcopatus Vratislaviensis (pol. Księga uposażeń biskupstwa wrocławskiego) spisanej za czasów biskupa Henryka z Wierzbna w latach 1295–1305 miejscowość wymieniona jest w zlatynizownej formie Zawon.
W spisanym około 1300 roku średniowiecznym łacińskim utworze opisującym żywot świętej Jadwigi Śląskiej Vita Sanctae Hedwigis wieś wymieniana jest w zlatynizowanej formie Sauon w notce dotyczącej Bogusława z Sawony – Boguslaus de Sauon.
W okresie hitlerowskiego reżimu, w latach 1936–1945 nazwę miejscowości zmieniono na całkowicie niemiecką Blüchertal.

## Historia
27 lutego 1874 utworzono Amtsbezirks Schawoine dystrykt-powiat Zawonia przemianowany 11 lutego 1936 na Amtsbezirk Blüchertal obejmujący wsie: Zawonia, Tarnowiec, Cielętniki, Niedary, Grochowa, Pfaffenmühle i majątek ziemski Tarnowiec. Administratorem nowo utworzonego okręgu urzędowego został właściciel ziemski Hempe. W 1976 roku odsłonięto obelisk upamiętniający fakt stacjonowania tu na przełomie marca i kwietnia 1945 roku 2 Dywizji Artylerii.

## Zabytki
Do wojewódzkiego rejestru zabytków wpisany jest:
- kościół rzymskokatolicki parafialny pw. św. Jadwigi, z 1689 r., w początku XX w., jednonawowy, murowany; należący do dekanatu Trzebnica. Zbudowany został u schyłku XVII w. zastępując świątynię z XVI w. Zbudowany w stylu barokowym. Aktualny wystrój świątyni pochodzi w większości z XVIII w.
- kościół ewangelicki, dawniej magazyn, z 1800 r., wieża dobudowana w 1936 r[14].

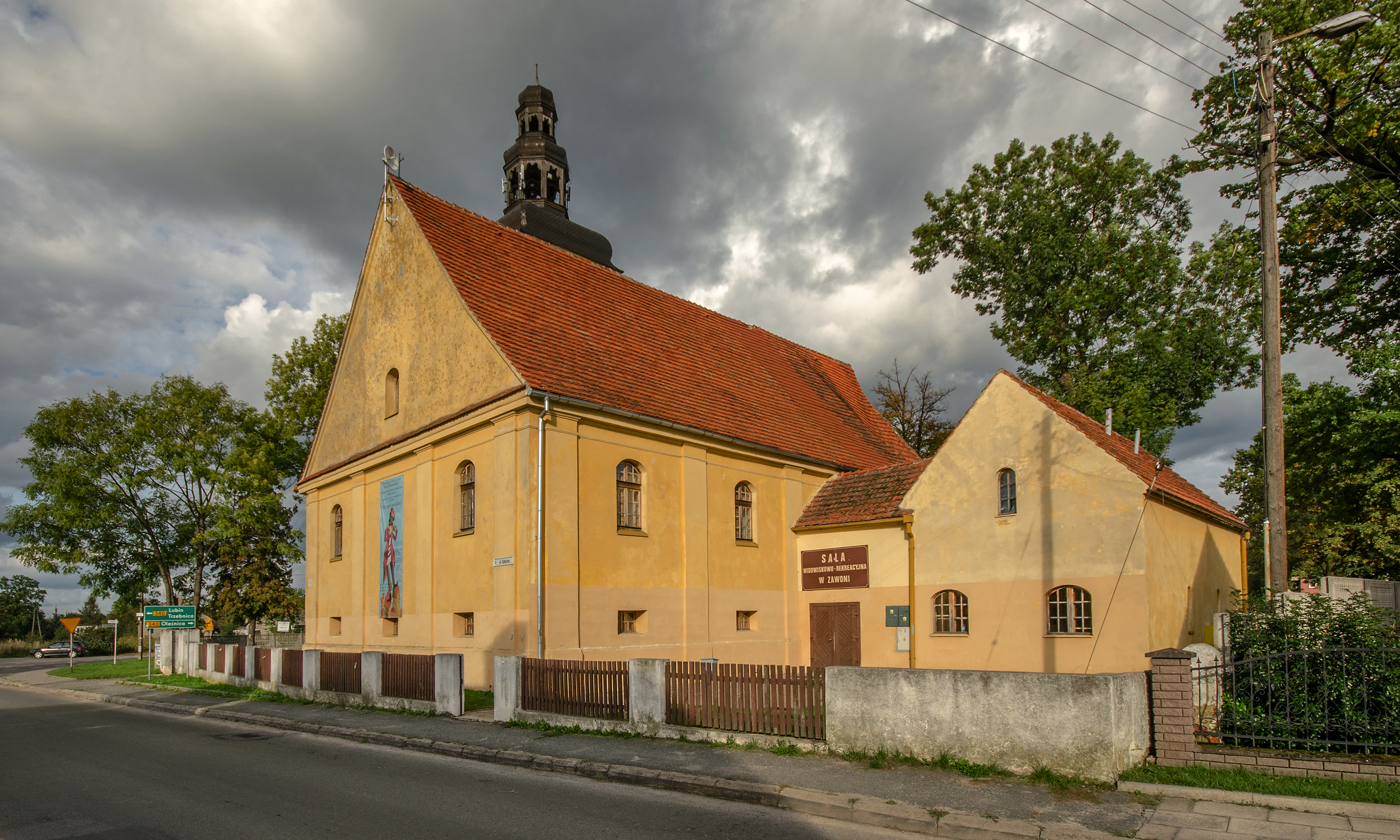
Kościół ewangelicki
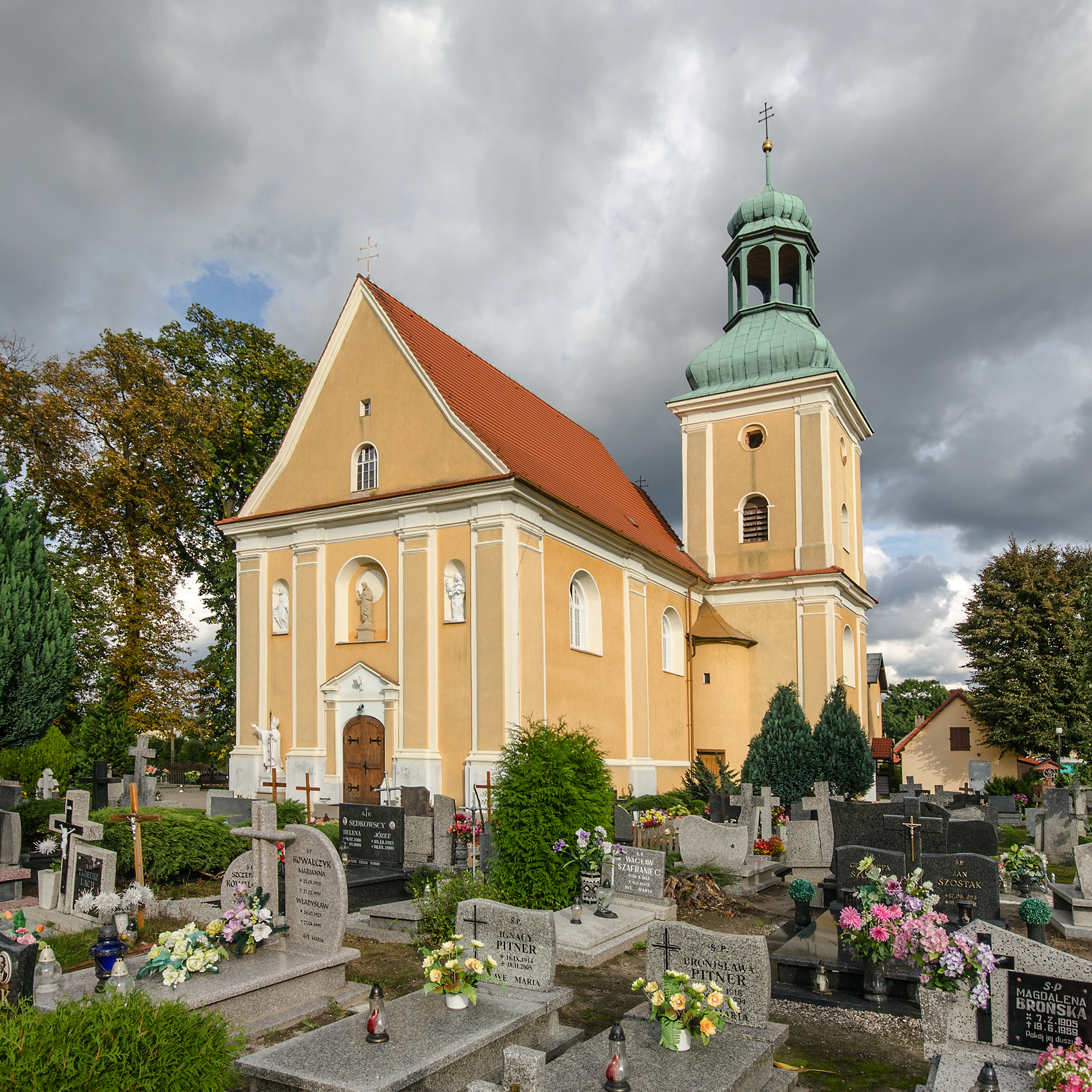
Kościół św. Jadwigi